# Agência dos Direitos Fundamentais da União Europeia
A Agência dos Direitos Fundamentais da União Europeia (sigla: FRA) é um organismo da União Europeia que visa recolher e divulgar informação objectiva e comparável sobre questões de direitos fundamentais, além de aconselhar formas de promover os referidos direitos. Pode tratar-se de direitos relacionados com racismo e xenofobia, bem como de outros direitos fundamentais. A sua sede localiza-se em Viena, na Áustria.